# ジョシュ・グッドヒュー
ジョシュ・グッドヒュー（Josh Goodhue、1995年6月13日 - ）は、ジャパンラグビーリーグワンリコーブラックラムズ東京に所属するラグビー選手。

## プロフィール
- ニュージーランド出身[1]。
- ポジションはロック(LO)。
- 身長 199 cm、体重 115 kg
- 兄のキャメロンは元ラグビー選手で双子の兄弟ジャックもラグビー選手[2]。
- U20ニュージーランド代表に選ばれたことがある[3]。

## 略歴
ノースランド、ブルーズを経て、2022年、リコーブラックラムズ東京に加入。同年12月17日に行われたJAPAN RUGBY LEAGUE ONE第1節三菱重工相模原ダイナボアーズ戦にて途中出場で日本での公式戦初出場を果たした。